# فرد دونالدسون
فرد دونالدسون (بالإنجليزية: Fred Donaldson)‏ هو لاعب كرة قدم بريطاني، ولد في 7 أبريل 1937 في ستوك أون ترينت في المملكة المتحدة، وتوفي في 24 يوليو 2018. لعب مع بورت فايل وماكليسفيلد تاون ونادي إكزتر سيتي ونادي تشستر سيتي.